# Peulakan Cibrek
Peulakan Cibrek is een bestuurslaag in het regentschap Pidie Jaya van de provincie Atjeh, Indonesië. Peulakan Cibrek telt 547 inwoners (volkstelling 2010).